# Platylister palonensis
Platylister palonensis är en skalbaggsart som först beskrevs av Desbordes 1917.  Platylister palonensis ingår i släktet Platylister och familjen stumpbaggar. Inga underarter finns listade i Catalogue of Life.